# Tocotronic (Album, 2015)
Tocotronic ist das elfte Studioalbum der deutschen Indie-Rock-Band Tocotronic, das am 1. Mai 2015 bei Vertigo Records ohne Titel, aber mit einem roten Plattencover erschien. Daher wurde es von Fans und Kritikern auch als Rotes Album bezeichnet. Es folgte auf das Album Wie wir leben wollen und beinhaltet 12 Songs inklusive eines Hidden Tracks.

## Hintergrund
Das Album wurde am 6. März 2015 mit der ersten Single Prolog angekündigt. Am 20. März folgte das Lyricvideo des Liedes Die Erwachsenen, zu dem vier Tage später das „richtige“ Video veröffentlicht wurde. Von da an war auch der Prelistenting-Stream auf Ampya zugänglich. Als dritte Single wurde am 17. Juli Rebel Boy ausgekoppelt, gefolgt von Zucker am 2. Oktober.
Das Album wird von der Band als ein Konzeptalbum zum Thema „Liebe“ bezeichnet, wobei oft auf die sozialistische Symbolik (Coverfarbe, 1. Mai als Veröffentlichungsdatum) hingewiesen wird, quasi als politischer Gegenpol zum persönlichen Thema des Albums. Tocotronic sind für ihre politisch linke Grundeinstellung bekannt und auch der Song Solidarität erinnert an einen Schlüsselbegriff der Arbeiterbewegung.
Veröffentlicht wurde die Platte als Download, als CD und als Doppel-LP.

## Covergestaltung
Das Cover zeigt eine fast monochrom rote Oberfläche, die am Rand Strukturen einer groben Strichführung beim Anmalen einer Leinwand erkennen lassen.

## Titelliste
1. Prolog – 4:15
2. Ich öffne mich – 5:11
3. Die Erwachsenen – 3:45
4. Rebel Boy – 4:06
5. Chaos – 4:19
6. Solidarität – 3:53
7. Spiralen – 3:09
8. Sie irren – 2:18
9. Haft – 3:23
10. Zucker – 3:17
11. Jungfernfahrt – 5:01
12. Diese Nacht (+ Date mit Dirk) – 11:10[1]